# Per-Åge Skrøder
Per-Åge Skrøder (ur. 4 sierpnia 1978 w Sarpsborgu) – norweski hokeista, reprezentant Norwegii, olimpijczyk.

## Kariera
- Sparta Sarpsborg (1994-1995)
- Lillehammer IK (1995-1997)
- Sparta Sarpsborg (1997-1998)
- Frölunda J20 (1998)
- Frölunda (1998-2000)
- Linköping (2000)
- HV71 (2000)
- Linköping (2000-2001)
- HV71 (2001-2005)
- Södertälje (2005-2006)
- MODO (2006-2016)
- Örnsköldsvik HF (2016)
- Sparta Sarpsborg (2016)
- MODO (2016-2017)

Wychowanek klubu Sparta HK Sarpsborg. Od 1998 występował w szwedzkich rozgrywkach Elitserien / SHL. Od 2008 roku zawodnik MODO. W kwietniu 2012 roku przedłużył kontrakt o dwa lata. Od października 2016 zawodnik Örnsköldsviks HF. Od końca listopada 2016 ponownie zawodnik macierzystej Sparty. Od grudnia 2016 ponownie zawodnik MODO. Na początku czerwca 2017 za pośrednictwem portalu społecznościowego oznajmił zakończenie kariery zawodniczej.
Uczestniczył w turniejach mistrzostw świata w 1998 (Grupa B), 1999, 2000 (Grupa A), 2002, 2003, 2004 (Dywizja I), 2006, 2008, 2009, 2011, 2012, 2013, 2014 oraz zimowych igrzysk olimpijskich 2010, 2014.

## Sukcesy
Klubowe
- Awans z Allsvenskan do Elitserien: 2001 z Linköping
- Złoty medal mistrzostw Szwecji: 2004 z HV71, 2007 z MODO

Indywidualne
- Elitserien (2001/2002):
  - Pierwsze miejsce w klasyfikacji strzelców goli zwycięskich: 6 goli
- Mistrzostwa świata 2003 Dywizja I Grupa B:
  - Pierwsze miejsce w klasyfikacji strzelców turnieju: 4 gole (ex aequo z Espenem Knutsenem)
- Elitserien (2006/2007):
  - Pierwsze miejsce w klasyfikacji strzelców goli w osłabieniu: 8 goli
  - Pierwsze miejsce w klasyfikacji minut kar: 88 minut
- Elitserien (2008/2009):
  - Pierwsze miejsce w klasyfikacji strzelców goli zwycięskich: 6 goli
  - Trofeum Håkana Looba – pierwsze miejsce w klasyfikacji strzelców w sezonie zasadniczym: 30 goli
  - Pierwsze miejsce w klasyfikacji kanadyjskiej w sezonie zasadniczym: 59 punktów
  - Pierwsze miejsce w klasyfikacji kanadyjskiej wśród obcokrajowców w sezonie zasadniczym: 59 punktów
- Mistrzostwa Świata w Hokeju na Lodzie 2012/Elita:
  - Trzecie miejsce w klasyfikacji strzelców turnieju: 5 goli (ex aequo)
  - Piąte miejsce w klasyfikacji kanadyjskiej turnieju: 12 punktów (ex aequo)
- Elitserien (2012/2013):
  - Pierwsze miejsce w klasyfikacji kanadyjskiej wśród obcokrajowców w sezonie zasadniczym: 51 punktów

Wyróżnienie
- Gullpucken – hokeista Roku w Norwegii: 2002, 2009